# Put Your Records On
Put your records on is de tweede single van het debuutalbum van Corinne Bailey Rae. Hiermee is ze onder andere in Nederland doorgebroken. In de Mega Top 50 behaalde ze de 15e plek met dit nummer en in de Nederlandse Top 40 de 17e plek.
In 2020 bracht de Amerikaanse band Ritt Momney (spoonerisme van de naam van Mitt Romney) een indiepop-versie van het nummer uit. Deze versie werd in diverse landen een hit. Het haalde in Nederland de Tipparade, en in de Vlaamse Ultratop 50 haalde het de 49e plek.

## Uitgaven
Er zijn twee versies van de single uitgebracht
- cd
  - 1: Put your records on
  - 2: Another rainy day

- dvd
  - 1: Put your records on
  - 2: Since I've been loving you - (Jones, Page, Plant)
  - 3: Put your records on video
  - 4: Put your records on live video

| Put Your Records On in de Nederlandse Top 40 | Put Your Records On in de Nederlandse Top 40 | Put Your Records On in de Nederlandse Top 40 | Put Your Records On in de Nederlandse Top 40 | Put Your Records On in de Nederlandse Top 40 | Put Your Records On in de Nederlandse Top 40 | Put Your Records On in de Nederlandse Top 40 | Put Your Records On in de Nederlandse Top 40 | Put Your Records On in de Nederlandse Top 40 | Put Your Records On in de Nederlandse Top 40 | Put Your Records On in de Nederlandse Top 40 | Put Your Records On in de Nederlandse Top 40 |
| Week                                         | 1                                            | 2                                            | 3                                            | 4                                            | 5                                            | 6                                            | 7                                            | 8                                            | 9                                            | 10                                           | 11                                           |
| -------------------------------------------- | -------------------------------------------- | -------------------------------------------- | -------------------------------------------- | -------------------------------------------- | -------------------------------------------- | -------------------------------------------- | -------------------------------------------- | -------------------------------------------- | -------------------------------------------- | -------------------------------------------- | -------------------------------------------- |
| Positie                                      | 36                                           | 26                                           | 22                                           | 20                                           | 21                                           | 22                                           | 17                                           | 22                                           | 31                                           | 31                                           | uit                                          |